# Erich Lüddeckens
Erich Gottfried Leberecht Lüddeckens (né le 15 juin 1913 à Hirschberg im Riesengebirge ; mort le 1er juillet 2004) est un égyptologue allemand.

## Biographie
Erich Lüddeckens a grandi à Berlin, où il a étudié l'égyptologie, l'histoire ancienne, l'hébraïsme, la philologie classique et l'archéologie, ainsi qu'à Munich. Il obtient son doctorat en égyptologie en 1939. Après la guerre, il étudie la théologie protestante et travaille également brièvement comme pasteur. En 1950, il rejoint l'Académie des sciences et des lettres de Mayence et obtient son habilitation en égyptologie à l'Université Johannes-Gutenberg de Mayence en 1953. En 1964, il est nommé professeur d'égyptologie à l'Université de Wurtzbourg. Il prend sa retraite en 1981.
Son domaine de travail était notamment l'égyptien démotique et copte.

## Publications
- Untersuchungen über religiösen Gehalt, Sprache und Form der ägyptischen Totenklagen (= Mitteilungen des Deutschen Instituts für Ägyptische Altertumskunde in Kairo, volume 11, 1/2), Reichsverlagsamt, Berlin, 1943, (OCLC 918141813) (en même temps thèse de doctorat, Berlin, 1939).
- Ägyptische Eheverträge (= Ägyptologische Abhandlungen, volume 1). Harrassowitz, Wiesbaden, 1960, (OCLC 890111270) (en même temps thèse d'habilitation, Mayence 1953).
- P[apyrus] Wien D 10151. Eine neue Urkunde zum ägyptischen Pfründenhandel in der Perserzeit (= Nachrichten der Akademie der Wissenschaften in Göttingen, Philologisch-Historische Klasse. Jahrgang 1965, Nummer 5). Vandenhoeck und Ruprecht, Göttingen 1965, (OCLC 906170822).
- avec Herausgeber, Demotisches Namenbuch, Reichert, Wiesbaden,  (ISBN 3-89500-168-6).
  - Volume 1,1 : Ejswqrt - pʾj=s-nfr, 1986.
  - Volume 1,2 : Pʾpʿle - sn-snw, 1993.
  - Volume 1,3 : Sn.t-snw.t - ..?.., Namen-Indices, Nachträge, 2000.
- avec Herausgeber, Demotische Urkunden aus Hawara (= Verzeichnis der orientalischen Handschriften in Deutschland, volume supplémentaire 28), Steiner, Stuttgart, 1998,  (ISBN 3-515-05408-1).